# A One Piece epizódjainak listája (20. évadtól)
Ez a lista a One Piece című animesorozat epizódjainak felsorolását tartalmazza a 20. évadtól kezdődően.

## Előző évadok
A sorozat első 19 évadának epizódjait A One Piece epizódjainak listája (1–19. évad) szócikk tartalmazza.

## Epizódlista

### Huszadik évad (2019-2023)
Nyitódal
Over The Top (オーバーザトップ; Hepburn: Ōbā Za Toppu) - előadó: Kitadani Hiroshi (epizódok 892 - 934)
Dreamin' On (Dreamin' On; Hepburn: Dorīmin On) - előadó: Da-iCE (epizódok: 935 - 999; 1001 - 1004)
We Are! (ウィーアー!; Hepburn: Wī Ā!) – előadó: Kitadani Hiroshi (epizód: 1000)
Paint (ペイント; Hepburn: Peinto) - előadó: I Don't Like Mondays (epizódok: 1005 - 1027; 1031 - 1073)
New Genesis (新時代; Hepburn: Shin Jidai) - előadó: Ado (epizódok: 1028 - 1030, SP-4) (csak Japánban)
Highest Point (最高到達点; Hepburn: Saikō Tōtatsuten) - előadó: Sekai no Owari (epizódok: 1074 - 1088)
Záródal
Raise – előadó: Chilli Beans (epizódok: 1071 – 1088)

### Huszonegyedik évad (2024-)
Nyitódal
UUUUUS! (あーーっす！; Hepburn: Assu!) - előadó: Kitadani Hiroshi (epizódok: 1089 - 1122)
Angels and Demons (天使と悪魔; Hepburn: Tenshi to Akuma) - előadó: GRe4N BOYZ (epizódok: 1123 - 1138)
Carmine (カーマイン; Hepburn: Kāmain) - előadó: Ellegarden (epizódok: 1139 - )
Záródal
Dear sunrise - előadó: Otsuki Maki (epizódok: 1089 - 1122)
The 1 - előadó: muque (epizódok: 1123 - 1138)
Punks - előadó: Chameleon Lime Whoopiepie (epizódok: 1139 - )
| #    | Epizód címe | Első japán sugárzás  |
| ---- | --- | -------------------- |
| 1089 | Entering a New Chapter! Luffy and Sabo's Paths! Shin Fumi Totsunyū! Rufi to Ssabo no Shinro! (新章突入！ルフィとサボの針路！; Hepburn: Shin Fumi Totsunyū! Rufi to Ssabo no Shinro!)                                                         | 2024. január 7.      |
| 1090 | A New Island! Future Island Egghead Atarashī Shima! Mirai-jima Egguheddo (新しい島！未来島エッグヘッド; Hepburn: Atarashī Shima! Mirai-jima Egguheddo)                                                                                       | 2024. január 14.     |
| 1091 | Brimming with the Future! An Adventure on the Island of Science! Mirai Mansai! Kagaku no Kuni no Bōken! (未来満載！ 科学の国の冒険！; Hepburn: Mirai Mansai! Kagaku no Kuni no Bōken!)                                                       | 2024. január 21.     |
| 1092 | Bonney's Lamentation! Darkness Lurking on the Future Island Bonī no Dōkoku! Mirai Shima ni Hisomu Yami (ボニーの慟哭！未来島に潜む闇; Hepburn: Bonī no Dōkoku! Mirai Shima ni Hisomu Yami)                                                   | 2024. január 28.     |
| 1093 | The Winner Takes All! Law vs. Blackbeard! Shōsha Sōdori! Rō tai Kurohige! (勝者総取り！ローVS黒ひげ！; Hepburn: Shōsha Sōdori! Rō tai Kurohige!)                                                                                             | 2024. február 11.    |
| 1094 | The Mystery Deepens! Egghead Labophase Fukamaru Nazo! Egguheddo Rabofēzu (深まる謎！エッグヘッド研究層; Hepburn: Fukamaru Nazo! Egguheddo Rabofēzu)                                                                                          | 2024. február 18.    |
| 1095 | The Brain of a Genius - Six Vegapunks! Tensai no Zunō - Rokunin no Begapanku! (天才の頭脳 6人のベガパンク！; Hepburn: Tensai no Zunō - Rokunin no Begapanku!)                                                                                | 2024. február 25.    |
| 1096 | A Forbidden Piece of History! A Theory Concerning a Kingdom Kinjirareta Rekishi! Aru Ōkoku no Kasetsu (禁じられた歴史！ある王国の仮説; Hepburn: Kinjirareta Rekishi! Aru Ōkoku no Kasetsu)                                                   | 2024. március 3.     |
| 1097 | The Will of Ohara! The Inherited Research Ohara no Ishi! Uketsugareru Kenkyū (オハラの意志！受け継がれる研究; Hepburn: Ohara no Ishi! Uketsugareru Kenkyū)                                                                                   | 2024. március 17.    |
| 1098 | The Eccentric Dream of a Genius! Kisō Tengai! Tensai ga Omoiegaku Yume! (奇想天外！天才が想い描く夢！; Hepburn: Kisō Tengai! Tensai ga Omoiegaku Yume!)                                                                                      | 2024. március 24.    |
| 1099 | Preparations for Interception! Rob Lucci Strikes! Geigeki Junbi! Robu Rutchi Shūrai! (迎撃準備！ロブ・ルッチ襲来！; Hepburn: Geigeki Junbi! Robu Rutchi Shūrai!)                                                                             | 2024. március 31.    |
| 1100 | Unprecedented Power! Luffy vs. Lucci! Ijigen no Chikara! Rufi tai Rutchi! (異次元の力！ルフィVSルッチ！; Hepburn: Ijigen no Chikara! Rufi tai Rutchi!!)                                                                                      | 2024. április 7.     |
| 1101 | The Strongest Form of Humanity! The Seraphim's Powers! Saikyō no Jinrui! Serafimu no Nōryoku! (最強の人類！セラフィムの能力！; Hepburn: Saikyō no Jinrui! Serafimu no Nōryoku!)                                                              | 2024. április 21.    |
| 1102 | Sinister Schemes! The Operation to Escape Egghead Ugomeku Inbō! Egguheddo Dasshutsu Sakusen (蠢く陰謀！エッグヘッド脱出作戦; Hepburn: Ugomeku Inbō! Egguheddo Dasshutsu Sakusen)                                                             | 2024. április 28.    |
| 1103 | Turn Back My Father! Bonney's Futile Wish! Chichi e Modose! Hakanaki Bonī no Negai! (父を戻せ！儚きボニーの願い！; Hepburn: Chichi e Modose! Hakanaki Bonī no Negai!)                                                                        | 2024. május 5.       |
| 1104 | A Desperate Situation! The Seraphim's All-out Attack! Zettai Zetsumei! Serafimu Sō Kōgeki! (絶体絶命！セラフィム総攻撃！; Hepburn: Zettai Zetsumei! Serafimu Sō Kōgeki!)                                                                     | 2024. május 12.      |
| 1105 | A Beautiful Act of Treason! The Spy, Stussy Uruwashiki Hangyaku! Naitsū-sha Sutyūshī (麗しき反逆！内通者ステューシー; Hepburn: Uruwashiki Hangyaku! Naitsū-sha Sutyūshī)                                                                     | 2024. május 19.      |
| 1106 | Trouble Occurs! Seek Dr. Vegapunk! Ijō Hassei! Sagase! Dokutā Begapanku (異常発生！探せ！Dr.ベガパンク; Hepburn: Ijō Hassei! Sagase! Dokutā Begapanku)                                                                                       | 2024. május 26.      |
| 1107 | A Shudder! The Evil Hand Creeping Up on the Laboratory Senritsu! Kenkyūjo e Shinobiyoru Ma no Te (戦慄！研究所へ忍び寄る魔の手; Hepburn: Senritsu! Kenkyūjo e Shinobiyoru Ma no Te)                                                          | 2024. június 2.      |
| 1108 | Incomprehensible! The Seraphim's Rebellion! Rikai Funō! Serafimu no Hangyaku! (理解不能！セラフィムの反逆！; Hepburn: Rikai Funō! Serafimu no Hangyaku!)                                                                                     | 2024. június 9.      |
| 1109 | A Tough Decision! An Unusual United Front! Kujū no Ketsudan! Ishoku no Kyōtō Sensen! (苦渋の決断！異色の共闘戦線！; Hepburn: Kujū no Ketsudan! Ishoku no Kyōtō Sensen!)                                                                      | 2024. június 23.     |
| 1110 | Survive! Deadly Combat with the Strongest Form of Humanity! Ikinokore! Saikyō no Jinrui to no Shitō (生き残れ！最強の人類との死闘; Hepburn: Ikinokore! Saikyō no Jinrui to no Shitō)                                                         | 2024. június 30.     |
| 1111 | The Second Ohara! The Mastermind's Ambition! Ohara no Sairai! Kuromaku no Yabō! (オハラの再来！黒幕の野望！; Hepburn: Ohara no Sairai! Kuromaku no Yabō!)                                                                                    | 2024. július 7.      |
| 1112 | Clash! Shanks vs. Eustass Kid Gekitotsu! Shankusu tai Yūsutasu Kiddo (激突！シャンクスVSユースタス・キッド; Hepburn: Gekitotsu! Shankusu tai Yūsutasu Kiddo)                                                                                 | 2024. július 14.     |
| 1113 | Run, Koby! A Desperate Escape Strategy! Hashire Kobī! Kesshi no Dasshutsu Sakusen! (走れコビー！決死の脱出作戦！; Hepburn: Hashire Kobī! Kesshi no Dasshutsu Sakusen!)                                                                       | 2024. július 28.     |
| 1114 | For the Beloved Pupil - The Fist of Vice Admiral Garp! Manadeshi no Tame - Gāpu-chūjō no Genkotsu! (愛弟子のため ガープ中将の拳骨！; Hepburn: Manadeshi no Tame - Gāpu-chūjō no Genkotsu!)                                                   | 2024. augusztus 4.   |
| 1115 | The Navy Surprised! The Navy Headquarters' Former Admiral, Kuzan Kaigun Kyōgaku! Moto Kaigun Honbu Taishō Kuzan (海軍驚愕！元海軍本部大将クザン; Hepburn: Kaigun Kyōgaku! Moto Kaigun Honbu Taishō Kuzan)                                    | 2024. augusztus 11.  |
| 1116 | Let's Go Get It! Buggy's Big Declaration Tori ni ikou ze! Bagī no Dai Sengen (取りに行こうぜ！バギーの大宣言; Hepburn: Tori ni ikou ze! Bagī no Dai Sengen)                                                                                  | 2024. augusztus 18.  |
| 1117 | Sabo Returns - The Shocking Truth to Be Told Sabo no Kikan - Katarareru Shōgeki no Shinjitsu! (サボの帰還 語られる衝撃の真実！; Hepburn: Sabo no Kikan - Katarareru Shōgeki no Shinjitsu!)                                                   | 2024. szeptember 1.  |
| 1118 | The Holy Land in Tumult! Sai and Leo's Full-Power Blow! Seichi Sōzen! Sai to Reo Konshin no Ichigeki! (聖地騒然！サイとレオ渾身の一撃！; Hepburn: Seichi Sōzen! Sai to Reo Konshin no Ichigeki!)                                             | 2024. szeptember 8.  |
| 1119 | The Entrusted Message! King Cobra’s Resolve Takusareta Messēji! Kobura-Ō no Kakugo (託された伝言！コブラ王の覚悟; Hepburn: Takusareta Messēji! Kobura-Ō no Kakugo)                                                                           | 2024. szeptember 15. |
| 1120 | The World Is Shaken! The Ruler's Judgment and the Five Elders' Actions! Yuragu Sekai! Shihaisha no Shinpan to Gorōsei no Shidō! (揺らぐ世界！支配者の審判と五老星の始動！; Hepburn: Yuragu Sekai! Shihaisha no Shinpan to Gorōsei no Shidō!) | 2024. szeptember 22. |
| 1121 | Garp and Kuzan - A Master and a Pupil's Beliefs Clash Gāpu to Kuzan Shōtotsu suru Shitei no Seigi (ガープとクザン 衝突する師弟の正義; Hepburn: Gāpu to Kuzan Shōtotsu suru Shitei no Seigi)                                                  | 2024. október 6.     |
| 1122 | The Last Lesson! Impact Inherited Saigo no Oshie! Uketsuga Reta Genkotsu (最後の教え！受け継がれた拳骨; Hepburn: Saigo no Oshie! Uketsuga Reta Genkotsu)                                                                                     | 2024. október 13.    |
| 1123 | The World Shakes! The Straw Hats' Hostage Situation Sekai Shinkan! Mugiwara no Ichimi Tatekomori Jiken (世界震撼！麦わらの一味立てこもり事件; Hepburn: Sekai Shinkan! Mugiwara no Ichimi Tatekomori Jiken)                                   | 2025. április 5.     |
| 1124 | Complete Siege! Escape Egghead! Zenmen Hōi! Egguheddo Dasshutsu Sakusen (全面包囲！エッグヘッド脱出作戦; Hepburn: Zenmen Hōi! Egguheddo Dasshutsu Sakusen)                                                                                   | 2025. április 6.     |
| 1125 | A Clash of Two Men's Determination! Kizaru and Sentomaru Butsukaru Otoko no Kakugo! Kizaru to Sentomaru (ぶつかる男の覚悟！黄猿と戦桃丸; Hepburn: Butsukaru Otoko no Kakugo! Kizaru to Sentomaru)                                            | 2025. április 13.    |
| 1126 | Looming Despair! Admiral Kizaru's Depressing Mission Semaru Setsubō! Taishō Kizaru no Yūutsuna Ninmu (迫る絶望！大将黄猿の憂鬱な任務; Hepburn: Semaru Setsubō! Taishō Kizaru no Yūutsuna Ninmu)                                              | 2025. április 20.    |
| 1127 | Luffy vs. Kizaru! A Fierce Kaleidoscopic Battle Rufi Bāsasu Kizaru! Hengen Jizai no Dai Gekisen (ルフィVS黄猿！変幻自在の大激戦; Hepburn: Rufi Bāsasu Kizaru! Hengen Jizai no Dai Gekisen)                                                   | 2025. április 27.    |
| 1128 | The Nightmare Strikes - Warrior God of Science and Defense, Saint Saturn Akumu Shūrai Kagaku Bōei Bushin Satān-sei (悪夢襲来 科学防衛武神サターン聖; Hepburn: Akumu Shūrai Kagaku Bōei Bushin Satān-sei)                                     | 2025. május 4.       |
| 1129 | Kuma's Past - Better Off Dead in This World Kuma no Kako - Shinda Hō ga ī Sekai (くまの過去 死んだ方がいい世界; Hepburn: Kuma no Kako - Shinda Hō ga ī Sekai)                                                                                | 2025. május 18.      |
| 1130 | A History Erased! God Valley of Despair Kesa-reta Rekishi! Zetsubō no Goddo Barē (消された歴史！絶望のゴッドバレー; Hepburn: Kesa-reta Rekishi! Zetsubō no Goddo Barē)                                                                       | 2025. május 25.      |
| 1131 | A Fleeting Moment of Happiness - Kumachi and Ginny Hitotoki no Shiawase Kumachi ̄to Jinī (ひとときの幸せ くまちーとジニー; Hepburn: Hitotoki no Shiawase Kumachi ̄to Jinī)                                                                     | 2025. június 1.      |
| 1132 | A Pledge to Ginny - Kuma Becomes a Father Jinī e no Chikai - Chichi to Natta Kuma (ジニーへの誓い 父となったくま; Hepburn: Jinī e no Chikai - Chichi to Natta Kuma)                                                                          | 2025. június 8.      |
| 1133 | To Save His Daughter - Kuma the Timid Pacifist Bonī o Sukue - Kiyowana "Pashifisuta" Kuma (娘を救え 気弱な〝平和主義者〟くま; Hepburn: Bonī o Sukue - Kiyowana "Pashifisuta" Kuma)                                                           | 2025. június 15.     |
| 1134 | Cruel Fate - Kuma's Decision as a Father Hijō-naru Unmei - Chichi Kuma no Ketsudan (非情なる運命 父くまの決断; Hepburn: Hijō-naru Unmei - Chichi Kuma no Ketsudan)                                                                           | 2025. június 29.     |
| 1135 | To the Sea Where My Father Is! The Future Bonney Chooses Chichi no Iru Umi e! Bonī ga Erabu Mirai (父のいる海へ！ボニーが選ぶ未来; Hepburn: Chichi no Iru Umi e! Bonī ga Erabu Mirai)                                                        | 2025. július 6.      |
| 1136 | Kuma's Life Kuma no Jinsei (くまの人生; Hepburn: Kuma no Jinsei) | 2025. július 13.     |
| 1137 | I'm Sorry, Dad - Bonney's Tears and Kuma's Fist Gomen ne, Otōsan Bonī no Namida to Kuma no Koboshi (ごめんね、お父さん ボニーの涙とくまの拳; Hepburn: Gomen ne, Otōsan Bonī no Namida to Kuma no Koboshi)                                    | 2025. július 27.     |
| 1138 | Thank You, Dad - Bonney and Kuma's Warm Embrace Arigatō, Otōsan - Bonī to Kuma no Atsuki Hōyō (ありがとう、お父さん ボニーとくまの熱き抱擁; Hepburn: Arigatō, Otō-san - Bonī to Kuma no Atsuki Hōyō)                                         | 2025. augusztus 3.   |
| 1139 | Destroy Future Island - The Buster Call Is Invoked Egguheddo o Hakai Seyo Basutā Kōru Hatsudō (未来島を破壊せよ バスターコール発動; Hepburn: Egguheddo o Hakai Seyo Basutā Kōru Hatsudō)                                                     | 2025. augusztus 10.  |
| 1140 | An Admired Hero - The Warrior of Liberation Who Saves Bonney Akoga no Hīrō - Bonī wo Sukuu Kaihō no Senshi (憧れのヒーロー ボニーを救う解放の戦士; Hepburn: Akoga no Hīrō - Bonī wo Sukuu Kaihō no Senshi)                                   | 2025. augusztus 17.  |
| 1141 | Reliable Reinforcements! Dorry and Brogy Arrive! Tanomoshiki Engun! Dorī to Burogī Tōchaku! ( 頼もしき援軍！ドリーとブロギー到着！; Hepburn: Tanomoshiki Engun! Dorī to Burogī Tōchaku!)                                                     | 2025. augusztus 24.  |
| 1142 | Come In, World - Vegapunk's Message Ōtō seyo, Sekai Begapanku no Messēji (応答せよ、世界ベガパンクのメッセージ; Hepburn: Ōtō seyo, Sekai Begapanku no Messēji)                                                                               | 2025. szeptember 7.  |

## Összefoglaló részek

### Huszadik évad (2019-2023)
| #     | Epizód címe | Első japán sugárzás |
| ----- | --- | ------------------- |
| SP-1  | Special Episode: Barto's Secret Room Rufi Senpai Ōen Kikaku! Baruto no Himitsu no Heya! (ルフィ先輩応援企画！バルトの秘密の部屋！; Hepburn: Rufi Senpai Ōen Kikaku! Baruto no Himitsu no Heya!)                                                                                     | 2021. december 26.  |
| SP-2  | A Special Episode to Admire Zoro-senpai and Sanji-senpai! Barto's Secret Room 2! Zoro Sanji Senpai Tannō Kikaku! Baruto no Himitsu no Heya Sekando! (ゾロ・サンジ先輩堪能企画！ バルトの秘密の部屋2！; Hepburn: Zoro Sanji Senpai Tannō Kikaku! Baruto no Himitsu no Heya Sekando!) | 2022. május 1.      |
| SP-3  | A Comprehensive Anatomy! The Legend of Kozuki Oden! Dai Tettei Kaibō! Kōzuki Oden Densetsu! (大徹底解剖！光月おでん伝説！; Hepburn: Dai Tettei Kaibō! Kōzuki Oden Densetsu!) | 2022. június 26.    |
| SP-4  | The Captain's Log of the Legend! Red-Haired Shanks! Densetsu no Kiroku! Akagami no Shankusu! (伝説の記録！赤髪のシャンクス！; Hepburn: Densetsu no Kiroku! Akagami no Shankusu!) | 2022. augusztus 28. |
| SP-5  | A Comprehensive Anatomy! Fierce Fight! The Five from the New Generation! Dai Tettei Kaibō! Gekitō！Gonin no Shin Sedai (大徹底解剖！激闘！５人の新世代; Hepburn: Dai Tettei Kaibō! Gekitō！Gonin no Shin Sedai)                                                                     | 2022. október 9.    |
| SP-6  | Recapping Fierce Fights! Straw Hats vs. Tobi Roppo Dai Gekisen Tokushū! Mugiwara no Ichimi Buiesu Tobi Roppō (大激戦特集！麦わらの一味VS飛び六胞; Hepburn: Dai Gekisen Tokushū! Mugiwara no Ichimi Buiesu Tobi Roppō)                                                               | 2022. december 25.  |
| SP-7  | Recapping Fierce Fights! Zoro vs. A Lead Performer! Dai Gekisen Tokushū! Zoro tai Ōkanban! (大激戦特集！ゾロVS大看板！; Hepburn: Dai Gekisen Tokushū! Zoro tai Ōkanban!) | 2023. május 14.     |
| SP-8  | Recapping Fierce Fights! The Countercharge Alliance vs. Big Mom Dai Gekisen Tokushū! Hangeki Dōmei tai Biggu Mamu (大激戦特集！反撃同盟VSビッグ・マム; Hepburn: Dai Gekisen Tokushū! Hangeki Dōmei tai Biggu Mamu)                                                                  | 2023. június 18.    |
| SP-9  | Luffy-senpai Support Project! Barto's Secret Room 3! Rufi Senpai Ōen Kikaku! Baruto no Himitsu no Heya Sādo! (ルフィ先輩応援企画！バルトの秘密の部屋3！; Hepburn: Rufi Senpai Ōen Kikaku! Baruto no Himitsu no Heya Sādo!)                                                          | 2023. augusztus 27. |
| SP-10 | Luffy-senpai Support Project! Barto's Secret Room 4! Rufi Senpai Ōen Kikaku! Baruto no Himitsu no Heya Fōsu! (ルフィ先輩応援企画！バルトの秘密の部屋4！; Hepburn: Rufi Senpai Ōen Kikaku! Baruto no Himitsu no Heya Fōsu!)                                                          | 2023. október 8.    |
| SP-11 | Special Feature! Momonosuke's Path to Becoming a Great Shogun Dai Tokushū! Momonosuke no Mei Shōgun e no Michi (大特集！モモの助の名将軍への道; Hepburn: Dai Tokushū! Momonosuke no Mei Shōgun e no Michi)                                                                          | 2023. december 24.  |

### Huszonegyedik évad (2024-)
| #    | Epizód címe | Első japán sugárzás  |
| ---- | --- | -------------------- |
| SP-1 | A Project to Fully Enjoy! "Surgeon of Death" Trafalgar Law Dai Tan'nō Kikaku! "Shi no Gekai" Torafarugā Rō (大堪能企画！〝死の外科医〟トラファルガー・ロー; Hepburn: Dai Tan'nō Kikaku! "Shi no Gekai" Torafarugā Rō)              | 2024. február 4.     |
| SP-2 | The Log of the Rivalry! The Straw Hats vs. Cipher Pol In'nen no Rogu! Mugiwara no Ichimi to Saifā Pōru (因縁の記録！麦わらの一味とCP; Hepburn: In'nen no Rogu! Mugiwara no Ichimi to Saifā Pōru)                                   | 2024. április 14.    |
| SP-3 | Making History! The Turbulent Old and New Four Emperors! Kizamareru Rekishi! Gekidō no Shinkyū Yonkō! (刻まれる歴史！激動の新旧四皇！; Hepburn: Kizamareru Rekishi! Gekidō no Shinkyū Yonkō!)                                      | 2024. június 16.     |
| SP-4 | The Log of Turbulent Revolution! The Revolutionary Army Maneuvers in Secret! Araburu Henkaku no Rogu! An'yaku Suru Kakumei-gun! (荒ぶる変革の記録！ 暗躍する革命軍！; Hepburn: Araburu Henkaku no Rogu! An'yaku Suru Kakumei-gun!) | 2024. augusztus 25.  |
| SP-5 | Unwavering Justice! The Navy's Proud Log! Yuruganu Seigi! Kaigun no Hokori Takaki Rogu! (揺るがぬ正義！海軍の誇り高き記録！; Hepburn: Yuruganu Seigi! Kaigun no Hokori Takaki Rogu!)                                               | 2024. szeptember 29. |
| SP-6 | One Piece Fan Letter | 2024. október 20.    |